# Roman Bath Public House
La Roman Bath Public House, o più semplicemente Roman Bath, è un pub sito a York, Inghilterra, esempio di architettura Tudor revival, eretto nei primi anni trenta del XX secolo, inserito nella lista dei pub e monumenti classificati (Listed building) di Grade II.
L'edificio, realizzato su delle terme di epoca romana scoperte nei lavori di demolizione della precedente locanda, conserva i resti dell'antico manufatto visitabili dal pubblico ed è una delle più antiche attrazioni turistiche della città.
Si ritiene che le terme servissero il personale militare di Eburacum (la denominazione dell'abitato di York in epoca romana). Non solo la struttura si trovava nella fortezza di Eburacum (costruita nel I secolo per ospitare una legione di circa 5 000 uomini),  ma sono state scoperte anche piastrelle nel sito delle terme contrassegnate con l'identità delle singole legioni. La struttura potrebbe essere stata costruita dalla Legio VIIII Hispana, della quale l'ultima attività in Gran Bretagna è attestata all'anno 108.
Le terme risalenti al II e al III secolo sono stati scavate in un'altra parte di York e si ritiene che abbiano servito la popolazione civile.

## Accesso e restauro

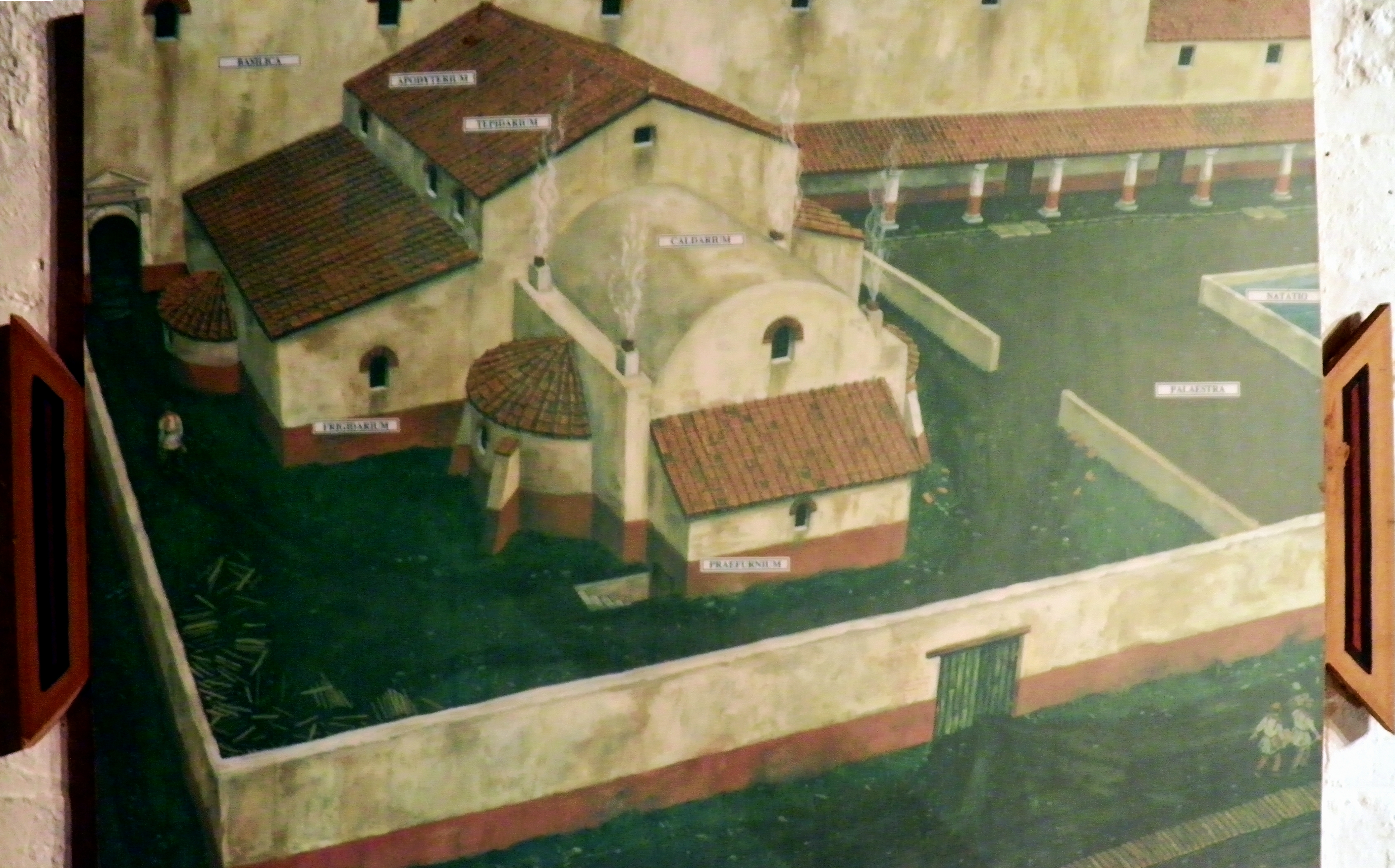
Ricostruzione dell'aspetto delle terme nel IV secolo.

Il pub, elencato tra i monumenti classificati (Listed building) di Grade II*, venne inserito nella lista nel 1954, relativamente presto per un pub realizzato nel periodo tra le due guerre mondiali, da cui è lecito dedurre che l'esistenza delle rovine romane sia stato il principale fattore dell'inserimento del bene nell'elenco.
Le rovine romane, accessibili dall'interno del locale, sono visitabili dietro il pagamento di un biglietto di ingresso.

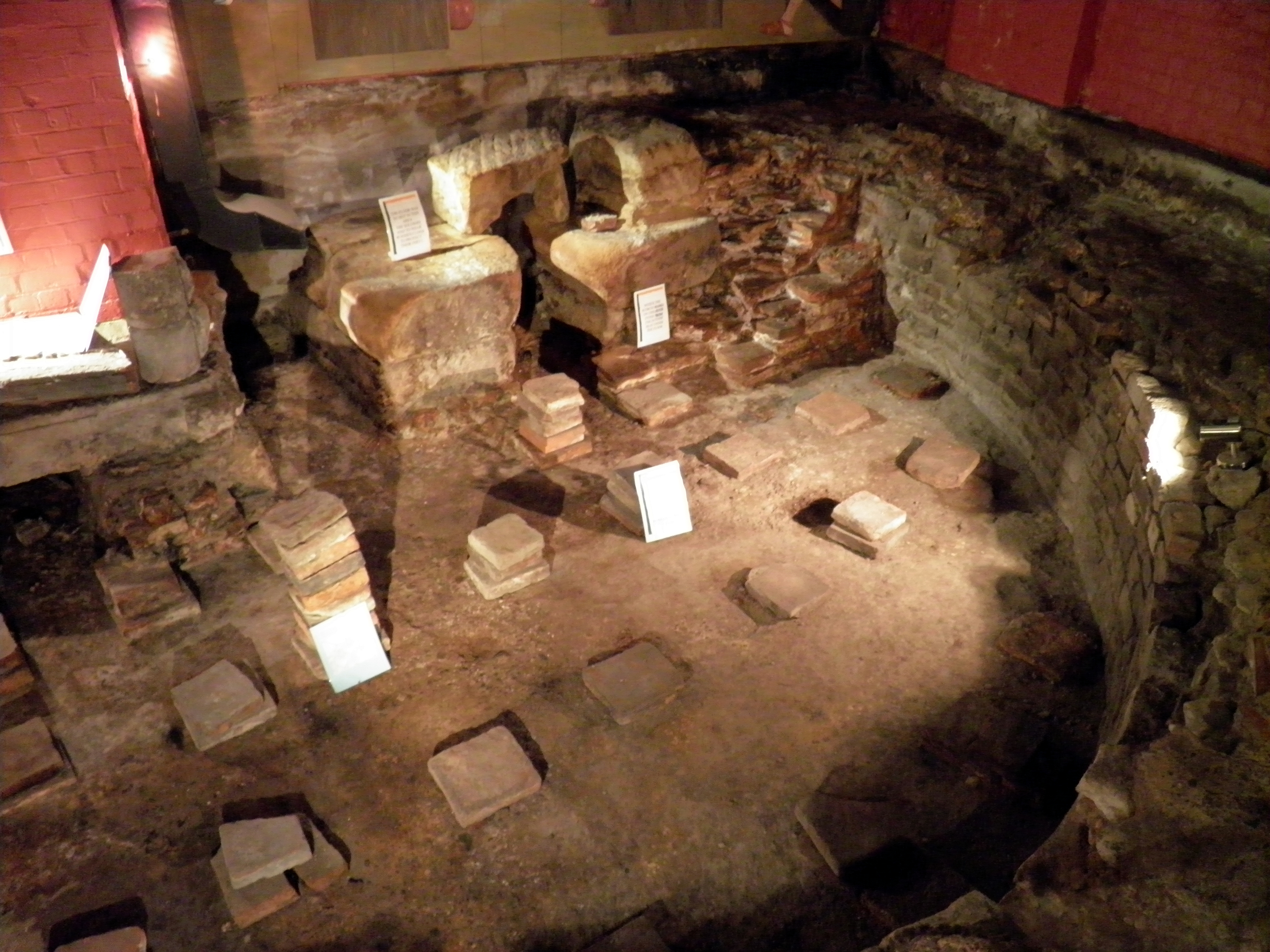
Il calidario.

Oltre ad alcune altre zone caratteristiche delle terme, sono ben identificabili il calidario, il frigidario e una delle piscine. Gli scavi, iniziati negli anni trenta, hanno portato alla luce solo una parte dell'originaria struttura, che sarebbe integrata dagli edifici ritrovati negli scavi degli anni settanta sull'altro lato di Swinegate, alti 3 metri e che si presume costituiscano l'altra estremità delle terme. Gran parte del sito archeologico si trova dunque ancora sotto la superficie.
Il sito nel suo insieme è protetto grazie alla sua posizione all'interno delle mura di York, designata come Area di importanza archeologica ('Area of Archaeological Importance - AAI) ai sensi della parte 2 della legge sui monumenti antichi e le aree archeologiche del 1979 (Ancient Monuments and Archaeological Areas Act 1979).

### Annotazioni
1. ↑  Quando nel 2015 Historic England ha elencato una serie di pub edificati tra le due guerre mondiali, venne notato che relativamente pochi di questi edifici sopravvissero inalterati.

### Fonti
1. 1 2  (EN) Roman Bath Public House, su visityork.org. URL consultato il 15 ottobre 2019 (archiviato dall'url originale il 15 ottobre 2019).
2. 1 2  (EN) Inside the Roman Fortress, su History of York.org.uk. URL consultato il 15 ottobre 2019.
3. ↑  (EN) Roman baths are uncovered in York, su BBC.com, 21 giugno 2011. URL consultato il 15 ottobre 2019.
4. ↑  (EN) Tom Belger, Look inside the Wheatsheaf pub in St Helens after it achieved Grade II listed status, su Liverpool Echo.co.uk, 6 settembre 2015. URL consultato il 15 ottobre 2019.
5. 1 2 3  (EN) York’s Roman Baths, su Historic UK.com. URL consultato il 15 ottobre 2019.